# フックブックロー
『フックブックロー』は、NHK教育テレビジョン（Eテレ）で2011年3月28日から2018年3月31日まで放送されていた10分間の子供向け教養番組。
また、2014年から2017年度まで『フックブックロー ミニ』として5分番組も放送されていた。

## 概要
『ハッチポッチステーション』や『クインテット』に続くパペットバラエティ第3弾。「フックブック商店街」→「福袋商店街」にある、ゴージ・ダツジを除いて客が滅多に来ていない古の本屋「日々はんせい堂」を舞台としたストーリーを中心に、幅広い分野の音楽やおもしろ雑学などを紹介する番組である。番組タイトルの「フックブックロー」とは「福袋」と英語の「hook」「book」「row」を掛け合わせたもの。
本作では前2作を手がけてきた下山啓に代わり、山川啓介（｢おかあさんといっしょ｣の曲を多数手がけた井出隆夫の別名義）が原作を手掛けている。
2014年度までの1ヶ月の放送スケジュールは基本的に、2週間新作を放送した後、次の2週間でその新作の再放送をする形を取る。1週余った場合など、不定期で過去の再放送となる場合がある。ゴールデンウィーク、夏休みや年末年始は、原則として過去の再放送となる。
2014年度より字幕放送を開始した。これに伴い、2013年の「クインテット」放送終了以来、1年ぶりにパペットバラエティ番組での字幕放送が再開することになる。
2014年5月5日にNHK-FMで放送された「今日は一日家族三世代 NHKキッズソング三昧」にて、井出隆夫と元おかあさんといっしょの歌のお姉さんの神崎ゆう子との対談のコーナー内で当番組にも言及され、劇中で歌われた曲も数曲オンエアされた。
2015年度は新作の放送(本放送)は行われず、過去の再放送に切り替わっている（新作は「フックブックローミニ」に移行）。そのため最終回は挨拶等はなく、終了の旨は上部に字幕が出るものだけであった。
2016年4月1日をもって5年間続いていた10分版の放送が終了し、第4弾『コレナンデ商会』へ移行。その後は『フックブックローミニ』のみ継続していたが、『コレナンデサンデー』に取って変わる形式で2018年3月31日をもって終了。これにより、7年間の歴史に幕を閉じる事となった。後続番組は、『オドモTV』。

## 放送時間
朝（通常放送及び本放送）
- 2011年度、2012年度（2011年3月28日 - 2013年3月29日）
  - 月 - 金：6:35 - 6:45
Eテレキッズの平日朝の時間帯では最初に放送され、最後に配置されている夕方のゾーンと逆になっている。
- 2013年度（2013年4月1日 -  2014年3月28日）[注 6]
  - 月 - 金：7:25 - 7:35
- 2014年度、2015年度[注 7]（2014年3月31日 - 2016年4月1日）
  - 月 - 金：7:35 - 7:45

朝の本放送枠は後番組の『コレナンデ商会』時代の2020年度まで7:35開始で固定された。

夕（再放送）
- 2011年度 - 2014年度
  - 月 - 金：17:50 - 18:00
- 2015年度
  - なし

夕方の再放送枠は前番組の「クインテット」時代の2004年度から17:50開始と18:00終了で固定されていたが、2015年度には新番組やリニューアル番組等をメインに放送するという編成に変更し、本番組を廃止し17:35 - 17:45に10分間の日替わり枠が新設された（「フックブックローミニ」は木曜日のこの枠で、17:35から放送されている）。平日夕方のEテレキッズ[注 8]の時間帯は長らく藤枝リュウジのパペットバラエティで締めくくられていたが、今年度よりその役目を16時台から17:55に移動し毎日放送に昇格した「ニャンちゅうワールド放送局ミニ」に奪われることとなった。

フックブックロー ミニ（字幕放送）
- 2014年3月21日
  - 17:55 - 18:00 他
春の選抜高校野球の中継終了後に初回放送された、5分間の短縮版。それ以降も単発で放送された。内容は過去に放送されたコーナーの再構成。
- 2015年度[注 9]
  - 木：17:35 - 17:40／土 6:45 - 6:50／月 15:55 - 16:00（土曜と月曜は木曜の再放送）

2015年度からは夕方の放送が廃止される代わりに枠が作られた。2015年4月2日放送開始。10分版が再放送に切り替えられたため、本番組が事実上の新作枠となっている。日々はんせい堂内に造られた「FMフクブクロ[注 10]」のスタジオからキャラクターのおしゃべりと歌を届ける。
- 2016年度
  - 木：17:35 - 17:40／土 6:45 - 6:50（土曜は木曜の再放送）

10分版終了後も放送を継続。月曜の再放送が廃止された。
- 2017年度
  - 土 6:45 - 6:50

木曜の放送が廃止された為、土曜の放送のみとなる。

### 変遷
| 期間       | 期間       | 放送時間（日本時間）  | 放送時間（日本時間）                                | 放送時間（日本時間） |
| 期間       | 期間       | 平日                  | 平日                                                | 土曜日               |
| 期間       | 期間       | 朝                    | 夕（5分はミニ）                                     | 土曜日               |
| ---------- | ---------- | --------------------- | --------------------------------------------------- | -------------------- |
| 2011.03.28 | 2013.03.29 | 06:35 - 06:45（10分） | 17:50 - 18:00（10分）                               | （放送なし）         |
| 2013.04.01 | 2014.03.28 | 07:25 - 07:35（10分） | 17:50 - 18:00（10分）                               | （放送なし）         |
| 2014.03.31 | 2015.03.27 | 07:35 - 07:45（10分） | 17:50 - 18:00（10分）                               | （放送なし）         |
| 2015.03.30 | 2016.04.01 | 07:35 - 07:45（10分） | 月曜 15:55 - 16:00（5分）/木曜 17:35 - 17:40（5分） | 06:45 - 06:50（5分） |
| 2016.04.04 | 2017.04.01 | （放送なし）          | 木曜 17:35 - 17:40（5分）                           | 06:45 - 06:50（5分） |
| 2010.03.29 | 2011.03.25 | （放送なし）          | （放送なし）                                        | 06:45 - 06:50（5分） |

## 番組構成

### 通常版
オープニング
タイトルとフクロウの絵の描かれた本の表紙が開き、メンバー全員で歌う「青空しんこきゅう」（作詞：山川啓介、作曲：服部隆之）が海を進む船の映像と共に流れる。
その後簡単なキャラクター紹介が流れ、最後に傑作以外のメンバーが歌詞に合わせて深呼吸をするとタイトルコールの画面に切り替わる。
2013年度より、オープニング映像は前年度までと変わらないが、配置が全体的に右下寄りになり、表示される「青空しんこきゅう」の最後の歌詞の文字列が左から右に移動した。
本編
オープニングが終わると、必ず傑作とパペット人形のお話で始まる。お話の内容にそった曲（童謡やJ-pop、歌謡曲や演歌のカバーの他、番組オリジナル曲（後述））を1曲披露する。ここで初登場したオリジナル曲は後日、フルバージョンのクリップとして放送される。
コーナー
人形劇の後、各種コーナー（後述）が展開される。その他、オリジナル曲のクリップや、短いお話も放送されることがある。
エンディング
傑作としおりの歌う「おもいで書店」（作詞：山川啓介、作曲：服部隆之）に合わせてスタッフロールとキッズワールドのホームページアドレスが表示され、本を閉じるイメージで「おわり」の文字が表示される。また、フルバージョンの歌のクリップで終わる場合、省略されるようにスタッフロールは表示されず、歌が終了後本を閉じるイメージで「おわり」と表示される画面のケースになる。
次年度より放送時間が変更となる場合は、ここで告知テロップが表示される。
2012年4月からエンディング曲は新しく、各メンバーのソロバージョンとフルバージョンの計6バージョンが存在する「物語はつづいてる」（作詞：山川啓介、作曲：服部隆之）になり、2013年4月からは新たに「まっ白ページになに描こう」が追加された。「おもいで書店」「物語はつづいてる」も放送される場合がある。
2013年度後期より「あこがれ風車」「少年ぱいれーつ」「そらいろ アイ・ラブ・ユー」の3曲もエンディングに追加された。
2014年度より「表紙のむこうはワンダーランド」がエンディング曲に追加された。

### フックブックロー ミニ
オープニング
10分版同様、フクロウの絵の描かれた本の表紙が開き、メンバー全員がタイトルコールをしたあと、しおりが「ミニ」とコール。
本編
基本的にしおりがDJブースでおしゃべりをするが、傑作とリリックが物干し場でしおりの番組を聴いていたり、店でメンバーがおしゃべりをしたりしていることもある。その後、歌を1曲流す。
歌が終わるとアイキャッチなどをはさみ、再びメンバーのおしゃべりのあと歌をもう1-2曲流す。歌の代わりにミニコーナーが放送される場合もある。
エンディングはなく、2曲目の歌が終わると10分版と同じ「おわり」の画面が表示される。
アイキャッチ
「ミニ」においても通常版と同様のアイキャッチが数パターン存在する。
また、「ほんのむし」という毛虫のような生き物が登場する短い映像が歌とお話の合間に挟まれることがある。

## 登場キャラクター
平積傑作（ひらづみ・けっさく）
演 - 谷本賢一郎
本屋「日々はんせい堂」のアルバイト店員。仕入れた本の整理や、外出担当。バイト歴10年のフリーターで、元々は大学に通いながらの勤務だったが、気が付けば卒業するのも忘れるほど長く居着いてしまった。年齢不詳。名の由来は本屋で売れ筋の本を山積みにして販売する「平積み」と、作品評価の一つ「傑作」から。一人称は「ボク」。
アコースティック・ギターが得意。また、ウクレレ、ベース、エレクトリック・ギターを弾くこともできる。自分の作った曲でCDデビューするのが夢。危うく鳥の巣にされそうにもなったり、蛍がとまったりした特徴的な髪型は、誰になんと言われようと変える気はないとのこと。運動神経がかなり悪いのかダンスやスケートが苦手で、しおりやゴージとダツジから誘われても断固として断っている。
「ミニ」では歌のコーナー以外登場しない回も目立つようになった。
野辺留文句治（のべる・もくじ）
声 - 中尾隆聖
「日々はんせい堂」の店主。古本をメインに扱っているがほとんど売れず、店の実権が孫娘のしおりに握られつつある。70歳。通称「もくじぃ」。名の由来は小説を意味するノベルと、本の始めに出る目次から。一人称は「わたし」。口ひげとあごひげを生やしている。価値観の違いから、しおりと時折衝突する。
ゲタップ（下駄を履いて踊るタップダンス）の他エレクトリック・ギターやアコーディオンなどの楽器も出来、ロックや西部劇が好きで、伝説のロックバンド「ザ・リボルバーズ」の大ファン。また、かくれんぼや紙飛行機など、遊びも得意。「名曲コーチ」と称して、演奏する曲（唱歌が多い）の意味をコスプレと体を張った演技で説明し自らも演奏に参加するが、演奏後には毎回メンバーに豪華な料理を奢らされている。福袋商店街の様々なプロジェクトで責任者を務めるもことごとく企画倒れ、あるいは失敗に終わっている。
ちなみに、中尾は過去に「にこにこぷん」の「ぽろり」、「ドレミファ・どーなっつ!」の「れっしー」、「ハッチポッチステーション」の「エチケットじいさん」の声も演じており、2015年5月5日にNHKFMで放送された「今日は1日家族三世代 NHKキッズソング三昧2015」の声優コーナーに中尾も登場し、ぽろりやれっしーとともに文句治も少しだけ参加した。
2022年3月31日に放送された『コレナンデ商会』の最終回では、しおりと共にゲスト出演した（台詞は無い）。
野辺留しおり（のべる・しおり）
声 - 折笠富美子
文句治の孫娘で、「日々はんせい堂」の手伝いをする傍らネット書店を経営している。高校を卒業して3年目の21歳。名の由来は小説を意味するノベルと、ページに挟む栞から。一人称は「あたし」。前2作の女の子キャラから受け継ぐ黄色い髪に赤いリボン、赤いワンピースに赤い靴といういでたちをしている。
文句治に比べて現実的な面がある。フルートが得意で、彼女を中心としたバンドを傑作らと共に組んでいる。また、キーボードを弾くこともできる。ゲタップの腕前もなかなかのもので、ぎっくり腰になった文句治の代わりに踊っている。ネット書店の売り上げが好調で、忙しくしていることもしばしば。夢は日々はんせい堂を売り払って、カフェやブティックの入ったおしゃれな複合型ファッションビルに建て替えることらしい。それを要因に、書店の経営をめぐって祖父ともめることもある。隠れウエスタンマニアで、西部劇ごっこでは保安官にもなりきっている。運動神経は抜群で、本作では野球、サッカー、スケートなどあらゆるスポーツをこなしているが反面飽きっぽく、なにかと理由をつけてすぐ止めてしまう。自身は犬が好きなので、リリックのゴロゴロしている姿を見て羨んだり、ぐうたら猫などといらついたりするなどリリックのことを快く思っていない。しかし、自分に非がある時には謝るなど、家族として認めている。
2014年度の新作より、パペットが新しくなり前髪が少し短くなった。
「ミニ」ではFMフクブクロのDJを務めている。
五四九（ごしっく）ゴージ＆ダツジ
声 - 天野ひろゆき（キャイ〜ン）
お調子者の双子の常連客。受験生で、五浪の23歳。これといった仕事もせず（着ぐるみのバイトはしたことはあるが）、しおり目当てにいつも二人で日々はんせい堂に来店する。
七三分けの髪型で黒髪の方が兄のゴージで、アフロヘアーで金髪の方が弟のダツジ。肌の色は水色。メンバーからは「ゴシック兄弟」や「ゴシックブラザーズ」と呼ばれている。名の由来はゴシック体と、誤字と脱字。ゴージの一人称は「ボク」で主に敬語で話し、ダツジの一人称は「オレ」で砕けた話し方をする。また、ダツジはゴージのことを「兄貴」と呼んでいる。
バンドではゴージはサックス、ベース、ダツジはシロフォン、ドラムを演奏している。しおりの大ファンで彼女のファンクラブを運営しているが会員は彼ら2人だけ。予備校に通ってはいるようだが、勉強より他の事に夢中になる方が多いのでしおり達から最後に「勉強しなさい!」と言われている。家はかなりお金持ちの様で、ヘリコプターでピザを届けてくれたり、温泉の湯を家に持ってきたりなどする。
リリック
声 - 浦嶋りんこ
「日々はんせい堂」の看板ネコ。しおりより年上らしい。毛皮は、毛足の長い灰色。名の由来は詩体のリリックから。尻尾が太くて長い。メス猫のため、一人称は「あたし」。傑作と視聴者とだけ会話ができ、歌うこともできる。カナリアと話をすることも可能。
母猫とはぐれたところを文句治に拾われたらしい。しばしば文句治に追い回されているものの、基本的には愛されている。店が暇なことをいいことに、時々店番をさせられている。文句治に拾われた事を後悔している様で、いい飼い主が見つかりますようにと願ったりしている。海を見たことがなく、傑作と自転車で海の近くまで行くも、タイヤがパンクしてしまい見ることは叶わなかった。
ほんのむし
声 - なし
「ミニ」から登場した、毛虫のような生き物。リリック曰く「本棚に住む謎の虫。名作が大好物でそれ以外は無視」。ドクショ科ヨワムシ属で「キチキチキチ」と鳴く。たまに「むし!」と言う。本の陰から現れてリリックを驚かせたり、麦わら帽子とサングラスをつけて外に出たりハンモックで昼寝をしたりしている。

### ゲスト
- 森光弘、Daichi
2013年の正月特番「福袋コンサート」で、ゴージとダツジの予備校仲間として登場。セリフは一切なかったが、それぞれハンドフルートとボイスパーカッションを披露した。

## コーナー一覧
（）内はタイトルの背景色。傑作のみどのコーナーにも登場していないが、一度だけ「もしも「日々はんせい堂」のCMがあったら…」に登場した事があり、「迷作4コマ絵本」にも傑作を模したキャラクターが登場することがある。
発表！出たデータ（水色）
ゴージとダツジが様々な世界（日本）第2位のものを紹介し、1位のものと2位のものを比べた長さ、面積などの差を他の物で表す。ちなみに彼等が興味を持つランキングは2位だけなので、それ以外のランキングについては詳しくない。
迷作4コマ絵本（黄色）
世界の童話やおとぎ話を駄洒落で4コマにしたコーナー。
もしも「日々はんせい堂」のCMがあったら…（橙）
しおりが「日々はんせい堂」のイベントなどについてタイトル通りコマーシャルメッセージ仕立てで紹介する。しかし、その内容はおかしかったり、発生が起きにくい物だったり文句治が登場しておかしくなる事が多い。
伝記予報（灰色）
世界の偉人をもくじぃが天気予報風に今となっては昔の事を、先の事だと考え、予報（紹介）する。
だじゃれパラパラ
「パンダが短パンだ」「シーソーって楽シーソー」などの駄洒落をパラパラマンガで表現。
なるほどんぶり（赤）
ゴージとダツジがそれぞれどんぶりに入り、ゴージがダツジに豆知識を教える。どんぶりの中からもくじぃやしおりが出てくることもある。
ちいさなはんせい（緑）
リリックが、「今日反省する人」を紹介する。
これなんにゃ？（赤）
もくじぃがリリックと一緒に記号について紹介する。
かぞえます（橙）
ゴージとダツジのペア、またはしおりともくじぃのペアが関連した2つの物の数え方について紹介する。
爺が自賛（藍色）
もくじぃがしおりに自慢話をしながら、慣用句をもくじぃの想像図で紹介する。
かいかいだんだん（青）
ゴージとダツジが階段を上っていき、ゴージがダツジになぞなぞを出していき、最後に二人で「くっだらねえ」と言って締める。もくじぃによるナレーションで締めることも。くだらない（下らない）コーナーの為、彼等は上り続ける。
キープ・ザ・ポーズ（ピンク）
しおりとリリックによる体操コーナー。2015年度現在、第一回目の放送でしか放送されていない。
おそくちことば（ピンク）
リリックが早口言葉を遅めに言う。
そよかぜギャラリー
オリジナル曲「そよかぜギャラリー」にあわせて、視聴者（幼児）が描いて送ったイラストを2通ほど紹介する。
二字とり（茶色）
最初に「○○○○が××××!?」と言い、○○○○の言葉のしりの文字2つ（例えば「しりとり」なら「とり」）を取って新たに存在する別の言葉（例：「とりにく」など）をあげ、またしりの文字2つから浮かぶ言葉をあげる。これを繰り返して、××××になるようにする。
あかんわ辞典（朱色）
もくじぃとしおり、ゴージとダツジの4人が、辞典に記されている一つ言葉の意味と用例を辞典風に2つ紹介する。
えっ!本の旅（黒）
しおりともくじぃのペア、またはゴージとダツジのペアが登場。ペアの片方（しおり、ダツジ）が電車内で本を読んでおり、窓に本の内容がアニメーションになって現れる。最後に判明する本のタイトルは、実在する物語になっている。2013年度初出だが2014年度に入ってからは新作は放送されていない。
ふくろ百科（深緑）
もくじぃがさまざまな「袋」について説明。
乗り物語
2014年度初出のコーナー。しおりが乗り物が登場する作品を紹介する。
かけあいシーソー
2014年度初出のコーナー。アニメーションのゴージとダツジがシーソーに乗っており、「○○は××しい（シー）」「でも△△だったら□□そう（ソー）」と言葉の掛け合いをする。シーソーの支点は掛け合いのテーマに関係のあるものになっている。
まるまるアニマル（黄色）
2015年度「ミニ」初出のコーナー。動物の名前の両端に文字を足すと出来る別のものを当てるクイズ。

## 番組で使用された曲
番組オリジナル
作詞は山川啓介、作曲は服部隆之が手がけている。
- 絵本の森の迷子たち
- 猫はなんでも知っている
- 茶柱チャチャチャ
- エンジェルちゃんとデビルっち
- 月のオルゴール
- ウインクでOK
- ゆうやけ紙ヒコーキ
- タイ焼き焼いた
- しあわせクローバー[注 55]
- 海っていいな（＋「うみ」）
- イーハトーブへ行こう[注 56]
- あしたのぼくに
- 朝からいい気分
- いいじゃない行進曲[注 57]
- なかなか・なかなおり
- 天使たちの夜
- 虹色しゃぼん玉（＋「シャボン玉」）
- ひとりぼっちブギ
- 花びら招待状
- そよかぜギャラリー
- ありがとうアンデルセン
- 虹になりたい
- ぽこ・あ・ぽこ
- なにがなんだかロックンロール
- はぴねす・ぱずる[注 58]
- お待ちどおサマー
- スーパー・ヒーローになれなかったよ
- カラコロ・ポルカ
- ほほえみ・かくれんぼ
- 銀河図書館
- あとから秋がついてくる
- ひこうき雲が歌ってる
- あした天気に・元気になあれ
- おもちゃパーティーへようこそ!
- アナログBOYとデジタルGIRL
- おいかけるんだ青い鳥[注 59]
- じてんしゃパイロット
- 青空舞踏会
- パラソルちゃん
- 気分はポップコーン
- はにかみストロベリー
- おばけのGoGo!
- LOVEをプレゼント[注 60]
- 気まぐれスキャット･キャット
- 大きな木をだきしめて
- あこがれ風車[注 61]
- かぐや姫なにしてる?
- 少年ぱいれーつ[注 61]
- みらい映画館
- ピザっちゃお!
- すてきなおバカさん
- 雪のち星
- クリスマス・サンバ
- なんでパンダなんだ
- そらいろ アイ·ラブ·ユー[注 61]
- ショコラみたいな女の子
- ハーモニカ少年（ボーイ）
- SEE YOU・またナ
- ゆらるんブランコ
- ひまわりガール
- いちばん星とおるすばん
- レコードが教えてくれた
- ぱ～っとパーティー![注 62]
- さよならテディ・ベア
- 月夜にツイスト
- ほほえみ写真館
- サバダバおそうじ
- 「ごめんね」のシーソー
- 草原であの子に会ったら[注 63]
- たんぽぽエアメール[注 64]
- 歌はいりませんか?
- はんせい音頭
- おひさまセニョリータ
- おひるねこもりうた
- 握手でさよなら

山川啓介が日本語の歌詞をつけた曲
- チャイコフスキー作曲「くるみ割り人形」より「金平糖の踊り」[注 65]
- キャッチ・ア・フォーリング・スター（英語版）
- ロック・アラウンド・ザ・クロック[注 66]
- ショパン作曲「ノクターン」＋モーツァルト「アイネ・クライネ・ナハトムジーク」＋ベートーベン「運命」[注 67]
- ドボルザーク作曲「ユーモレスク」[注 68]
- フォスター作曲「夢見る人」
- ジュール・マスネ作曲「タイスの瞑想曲」[注 69]
- ヴィヴァルディ作曲「四季より「冬」第2楽章」[注 70]
- エドワード・エルガー作曲「愛のあいさつ」
- アイルランドの子守歌（英語版）
- フベンティーノ・ローサス作曲「波濤を越えて」[注 71]
- シューマン作曲「トロイメライ」
- ヨハネス・ブラームス作曲「ブラームスのワルツ」[注 72]

J-POP・歌謡曲のカバー
- 会いたかった（AKB48）
- 愛は勝つ（KAN）
- 明日への扉（I WiSH）
- あの素晴らしい愛をもう一度（加藤和彦と北山修）
- アポロ（ポルノグラフィティ）
- 亜麻色の髪の乙女（ヴィレッジ・シンガーズ）
- 雨上がりのサンバ（森山良子）
- ありがとう（いきものがかり）
- 歩いて帰ろう（斉藤和義）
- 一杯のコーヒーから（霧島昇とミス・コロムビア）
- 上を向いて歩こう（坂本九）
- 襟裳岬（森進一）
- 贈る言葉（海援隊）
- 想い出がいっぱい（H2O）
- お嫁においで（加山雄三）
- 学生時代（ペギー葉山）
- 風が吹いている（いきものがかり）
- 風になる （つじあやの）
- 悲しくてやりきれない（ザ・フォーク・クルセダーズ）
- 川の流れのように（美空ひばり）
- 君は天然色（大瀧詠一）
- 君をのせて（井上あずみ）
- ギンギラギンにさりげなく（近藤真彦）
- 公園の手品師（フランク永井）
- 壊れかけのRadio（徳永英明）
- さくらんぼ（大塚愛）
- シクラメンのかほり（布施明）
- 島唄（THE BOOM）
- Jupiter（平原綾香）
- 少年時代（井上陽水）
- 白い雲のように（猿岩石）
- SWEET MEMORIES（松田聖子）
- スシ食いねェ!（シブがき隊）
- 全力少年（スキマスイッチ）
- 卒業写真（荒井由実）
- 空に星があるように（荒木一郎）
- 空も飛べるはず（スピッツ）
- 空よ（トワ・エ・モワ）
- それが大事（大事MANブラザーズバンド）
- Diamonds（プリンセス プリンセス）
- 天体観測（BUMP OF CHICKEN）
- TOMORROW（岡本真夜）
- どんなときも。（槇原敬之）
- 涙そうそう（BEGIN）
- 夏祭り（JITTERIN'JINN）
- ハイスクールララバイ（イモ欽トリオ）
- Butterfly（木村カエラ）
- ハナミズキ（一青窈）
- 春一番（キャンディーズ）
- 見上げてごらん夜の星を（坂本九）
- 三日月（絢香）
- ミラクル・ガール（永井真理子）
- UFO（ピンク・レディー）
- 夢の中へ（井上陽水）
- 夢をあきらめないで（岡村孝子）
- LOVE LOVE LOVE（DREAMS COME TRUE）
- Runner（爆風スランプ）
- 瑠璃色の地球（松田聖子）
- ロックンロール県庁所在地（森高千里）
- 我が良き友よ（かまやつひろし）

## スタッフ
- 人形操演 - 鹿島佳子、おかの公夫、がこさく、しみずひかる、桑折康子、島村真弓、髙椋士門、中島香織、沼舘千佳子、高橋奈巳
- 脚本・作詞 - 山川啓介
- 音楽 - 服部隆之、フェイス・ミュージック
- アートディレクション＆人形・セットデザイン&イラスト - 藤枝リュウジ、宗誠二郎、倉持暁子、篠本映、吉江璃水
- コーナー構成 - 進藤伸二
- アニメーション - 堀口忠彦
- 人形美術 - 人形劇・木ぐつの木
- 制作 - NHKエデュケーショナル
- 制作・著作 - 日本放送協会

## 商品情報
DVD
- フックブックロー 日々はんせい堂開店（2012年3月9日 NSDS-17032）
- フックブックロー 日々はんせい堂新作入荷（2013年4月26日）
- フックブックロー 日々はんせい堂営業中（2014年4月25日）
- フックブックロー 日々はんせい堂あきない中（2015年4月24日）

オリジナルアルバム
すべてワーナーミュージックジャパンより発売。
- ちょっと深呼吸（2011年12月7日 WPCL-11009）
- のんびりいこうよ（2012年10月10日 WPCL-11220）
- あした元気になあれ（2013年5月22日 WPCL-11414）
- ラブをプレゼント（2014年1月29日 WPCL-11703）
- ぱ〜っとパーティー!（2014年11月5日 WPCL-12003）
- フックブックローのふくぶくろ（ベストアルバム）（2015年9月16日 WPCL-12224 ）
- 歌はいりませんか？（2016年3月9日 WPCL-12311）

書籍
- わくわくテレビシリーズ フックブックローであそんじゃおう（小学館 2012年3月1日 ISBN 9784097264651）

楽譜
- フックブックロー オリジナルアルバム「朝からいい気分」（ハンナ 2014年8月22日 ISBN 9784907121181）